# Théâtre du Châtelet
O Théâtre du Châtelet é um teatro situado no 1.º arrondissement de Paris. Construído entre 1860 e 1862, atualmente sua programação inclui principalmente óperas e concertos de música clássica. Ali também acontece anualmente a cerimônia de entrega do César do cinema.

## História
Inaugurado em 1862, originalmente com uma capacidade de três mil lugares, com o nome de Théâtre Impérial du Châtelet. Posteriormente sofreu remodelações, tendo sido renomeado ao longo dos anos. Presentemente tem a capacidade de dois mil e quinhentos espectadores.
É um  dos dois teatros projetados por Gabriel Davioud, a pedido do Barão Haussmann. Ambos foram  construídos na Place du Châtelet, no local do antigo Châtelet, que havia sido demolido em 1802. Os dois teatros, idênticos,  foram erguidos às margens do rio Sena, com uma fonte e uma praça aberta  - a Place du Châtelet -   entre ambos. Sua arquitetura externa é essencialmente palladiana, com estilo da entrada sob uma arcada. No  centro da praça está a fonte, ornada com a figura de uma esfinge, erguida em 1808 em homenagem à vitória de Napoleão Bonaparte no Egito. O outro teatro, originalmente nomeado Sarah Bernhardt, em homenagem à atriz francesa, atualmente tem o nome de Théâtre de la Ville, tem sua atuação voltada para os nomes da dança contemporânea, teatro francês de vanguarda e concertos de jazz e world music.

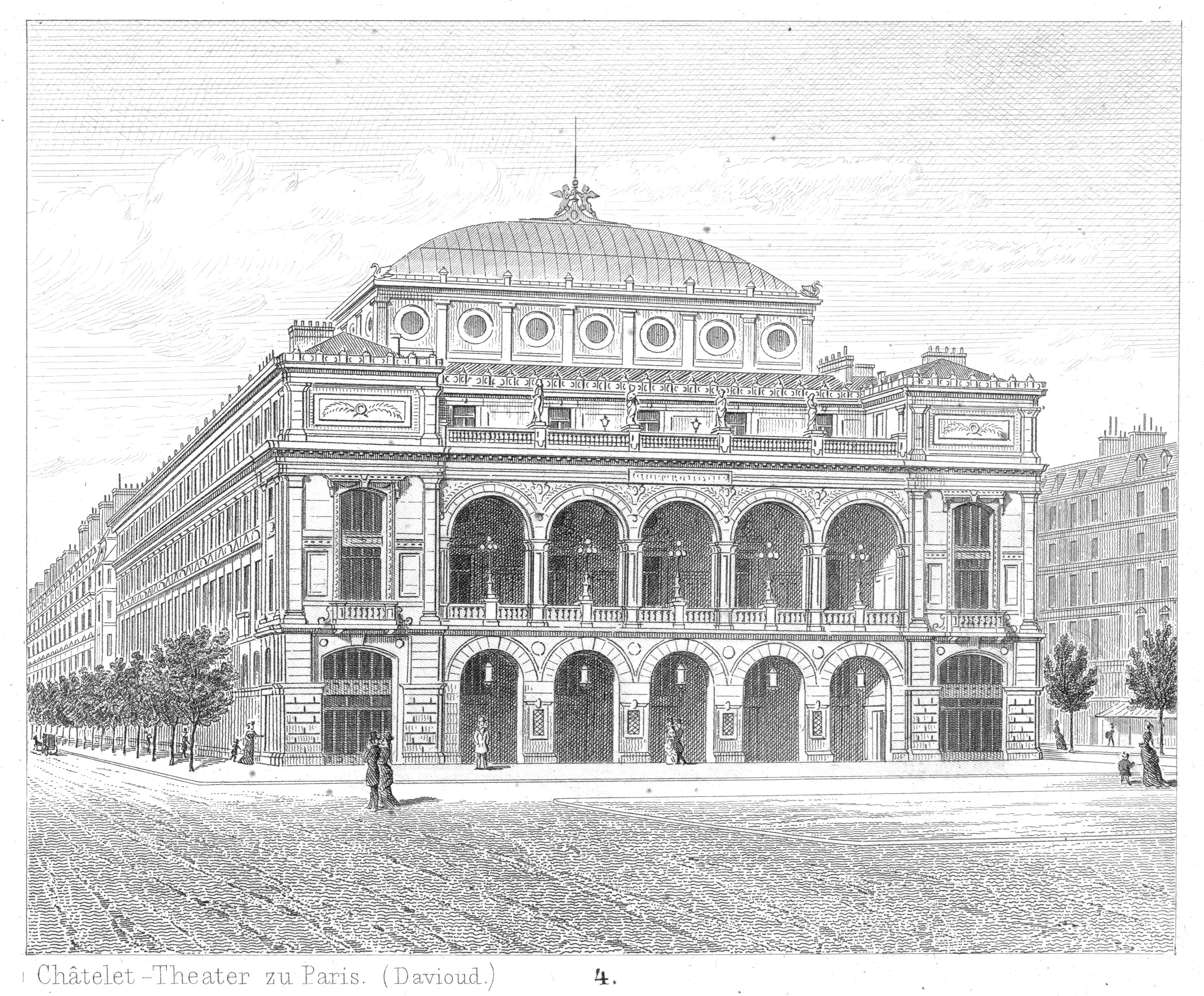
O Teatro, por volta de 1875

O Théâtre du Châtelet era originalmente destinado a apresentações dramáticas mas, no século XX, foi usado para a encenação de operetas, balés, concertos de música clássica e popular e shows de variedade. Durante certo tempo, também, funcionou como cinema.
Desde 1906, o teatro mantém temporadas regulares de ópera e balé, apresentadas por uma variedade de empresários. Foi visitado por diversas companhias internacionais, como o Ballets Russes de Diaghilev e a atual Ópera Kirov. 
Petrouchka, de Igor Stravinsky teve sua estreia mundial no teatro, a 3 de junho de 1911 e Vaslav Nijinski estreou ali seu L'Après-midi d'un faune, em 29 de maio de 1912, assim como Parade, de Erik Satie e Jean Cocteau, que estreou em 18 de maio de 1917. Além disso, vários compositores e maestros ali fizeram apresentações, tais como Tchaikovsky, Gustav Mahler e Richard Strauss.
Desde 1979 é gerido pela municipalidade de Paris e, após uma grande restauração, foi reinaugurado sob o nome de Théâtre Musical de Paris, em 1980. Foi remodelado acusticamente em 1989 e teve seu nome revertido para o original Théâtre du Châtelet. É usado, atualmente, como palco para óperas e concertos.
Sob direção de Stéphane Lissner, após 1995, ao longo de quatro anos o teatro recebeu melhorias na acústica e na visualização pela platéia. Recentemente tornou-se a sede da Orquestra de Paris, da Orchestre Philharmonique de Radio France e, desde 1993, a Philharmonia Orchestra de Londres tem ali um período de residência anual.